# Гильбо, Стивен
Стивен Гильбо (англ. Steven Guilbeault; род. 9 июня 1970, Ла-Тюк) — канадский экологический активист и политик, член Либеральной партии, министр канадской идентичности и культуры (с 2025).

## Биография
Родился 9 июня 1970 года в Ла-Тюке (Квебек), старший из четверых детей в католической семье. Окончил Монреальский университет. В 1993 году основал вместе с друзьями студенческих лет неправительственную организацию ASEED (Action for Solidarity, Equity, Environment and Development — «Действие за солидарность, равенство, окружающую среду и развитие»), которая в 1998 году приняла наименование Équiterre. С 1997 года участвовал в акциях Гринпис, наиболее громкая из которых состоялась в 2001 году в Торонто — вместе с другим активистом, Крисом Холденом, Гильбо за несколько часов взобрался на 553-метровую Си-Эн Тауэр до уровня смотровой площадки, давая всё это время интервью по сотовому телефону и вывесив транспарант с осуждением президента США Джорджа Буша за отказ от подписания Киотского протокола и федеральные власти Канады — за задержку в его ратификации (за эту акцию он несколько дней провёл под арестом). С 2007 года Гильбо вновь сосредоточился на работе в Équiterre и входил в руководство организации до 2018 года, когда решил заняться политикой.
В 2019 году пошёл на парламентские выборы в округе Лорье — Сен-Мари (Квебек) в качестве кандидата Либеральной партии и получил 41,6 % голосов, далеко опередив основную соперницу, начинающего политика Новой демократической партии Ниму Машуф (25,1 %).
20 ноября 2019 года премьер-министр Джастин Трюдо смог сформировать по итогам выборов кабинет меньшинства, назначив Гильбо министром наследия Канады.
20 сентября 2021 года прошли досрочные парламентские выборы, по итогам которых Гильбо одержал в своём округе неуверенную победу с результатом 37,9 % — вновь над Нимой Машуф, чью кандидатуру поддержали 32,9 % избирателей.
26 октября 2021 года был приведён к присяге новый состав правительства Трюдо, в котором Гильбо получил портфель министра по делам окружающей среды.
14 марта 2025 года при формировании правительства Карни получил портфель министра канадской культуры и идентичности и парков Канады, а также назначен помощником лидера партии по вопросам Квебека.
13 мая 2025 года Марк Карни ввиду состоявшихся парламентских выборов произвёл масштабные кадровые перемещения в Кабинете, в числе прочих мер сменив наименование должности Гильбо в министра канадской идентичности и культуры.